# Dasyatis laosensis
Dasyatis laosensis  (лат.) — вид рода хвостоколов из семейства хвостоко́ловых отряда хвостоколообразных надотряда скатов. Они обитают в системах рек Меконг и Чаупхрая в Лаосе и Таиланде. Считается, что в реку Чаупхрая они были занесены искусственно. Максимальная зарегистрированная ширина диска 64 см. Грудные плавники этих скатов срастаются с головой, образуя ромбовидный диск, ширина которого равна длине. Хвост длиннее диска. Позади шипа на хвостовом стебле расположены вентральный и дорсальный кили. Окраска вентральной поверхности диска оранжевого цвета. Подобно прочим хвостоколообразным Dasyatis laosensis размножаются яйцеживорождением. Эмбрионы развиваются в утробе матери, питаясь желтком и гистотрофом. Рацион состоит из донных беспозвоночных. Не являются объектом целевого промысла, но в качестве прилова попадаются в неводы и на крючок. Из-за перелова и ухудшения условий среды обитания численность популяции сокращается. 

## Таксономия и филогенез
Впервые новый вид был упомянут  японским ихтиологом Ясухико Таки, который включил Dasyatis laosensis  в список рыб, обитающих в Меконге, Лаос. Исходный образец был утрачен и научно вид был описан в  1987 году. Голотип представляет собой неполовозрелого самца с диском шириной 23 см, пойманного в провинции Чианграй, Таиланд. Паратипы: взрослые самцы с диском шириной 34,2 и 30,5 см, пойманные там же, неполовозрелые самец и самка с шириной диска 17,2 и 22,5 см, пойманные в провинции Нонгкхай, взрослые самец и самка с диском шириной 48,2 и 47,8 см, найденные на рыбном рынке в провинции Лей, водах Японии. Вид назван по географическому месту обитания.
Проведённый в 1999 году филогенетический анализ показал, что пресноводный Dasyatis laosensis и пока неописанный вид хвостоколов, обитающий в Сиамском заливе, являются близкородственными видами.

## Ареал и места обитания
Dasyatis laosensis обитают в системах реки Меконг вдоль границы Лаоса и Таиланда и Чаупхрая в центральной части Таиланда. Эти популяции изолированы друг от друга.

## Описание
Грудные плавники этих скатов срастаются с головой, образуя овальный плоский диск, ширина которого немного уступает длине. Кончик рыла слегка выступает за края диска. Позади мелких глаз расположены брызгальца. На вентральной поверхности диска расположены 5 пар коротких жаберных щелей, рот и ноздри. Между ноздрями пролегает лоскут кожи с бахромчатым нижним краем. Рот взрослых самцов сильно изогнут в виде дуги, на дне ротовой полости расположен ряд из 5 отростков, крайние отростки мельче остальных. Зубы выстроены в шахматном порядке и образуют плоскую поверхность. В отличие от самок и неполовозрелых особей зубы самцов заострены. Во рту имеется 28—38 верхних и 33—41 нижних зубных рядов. Длина брюшных плавников превышает ширину. Хвост в виде кнута менее чем в 2 раза длиннее диска. Как и у других хвостоколов на дорсальной поверхности в центральной части хвостового стебля расположен зазубренный шип, соединённый протоками с ядовитой железой. Иногда у скатов бывает 2 шипа. Периодически шип обламывается и на их месте вырастает новый. Позади шипа на хвостовом стебле расположены вентральная и дорсальная кожные складки. Вентральная складка в 2,5—3 раза длиннее дорсальной
Вдоль спины и хвоста пролегает ряд колючек. Самые крупные расположены у основания хвоста. С возрастом их количество увеличивается. Кроме того спину покрывает узкая полоса крошечных зерновидных или заострённых шипиков, ограниченная двумя полосами, тянущимися по диску от брызгалец. Окраска дорсальной поверхности диска  ровного коричневого цвета. Хвостовые складки темнее основного фона. Вентральная поверхность диска бледная, с крупным жёлто-оранжевым пятном неправильной формы и оранжево-красной полосой по краю диска. Подобная окраска характерна для дальневосточных хвостоколов, обитающих в  северо-западной части Тихого океана. Эти два вида обладают сходными меристическими признаками, но отличаются формой диска, областями, покрытыми чешуёй, и окраской дорсальной поверхности. Максимальная зарегистрированная ширина диска 62 см, а вес 30 кг.

## Биология
Подобно прочим хвостоколообразным Dasyatis laosensis  относится к яйцеживородящим рыбам. Эмбрионы развиваются в утробе матери, питаясь желтком и гистотрофом. В помёте 1 новорожденный. Рацион состоит из донных беспозвоночных. 

## Взаимодействие с человеком
Dasyatis laosensis являются объектом целевого лова. Кроме того, они попадаются в качестве прилова при коммерческом промысле неводами и на крючок. Вид страдает от ухудшения условий среды обитания, обусловленного антропогенными факторами. Мелкие особи представляют интерес для аквариумной торговли. Международный союз охраны природы присвоил этому виду статус сохранности «Вымирающий». 